# Powderblue

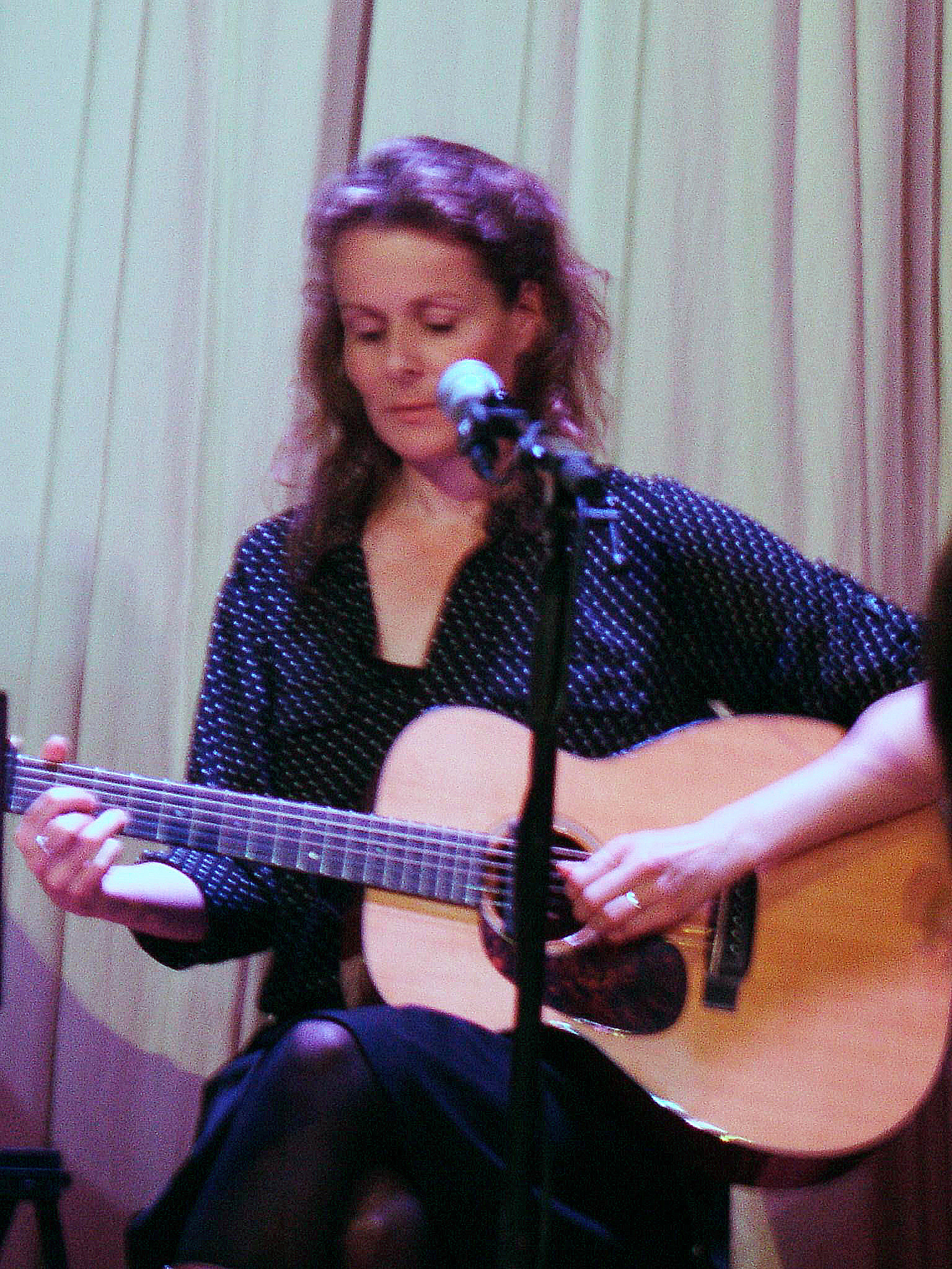
Marjolein van der Klauw van Powderblue

De groep Powderblue ontstond door de samenwerking van zangeres Marjolein van der Klauw (winnaar Grote Prijs van Nederland 1998, categorie singer-songwriter) en gitarist Jac Bico (speelde onder andere bij Tambourine, Beeswamp, Loïs Lane, Doe Maar en Mathilde Santing).
In 2002 verscheen het eerste album So Much To Cover en in 2004 het tweede, genaamd Powderblue.
In september 2004 schreef Marjolein van der Klauw het Lied Voor Beslan naar aanleiding van de gijzeling in Beslan. Aan de opname van deze benefietsingle ten bate van de slachtoffers in Beslan werkten onder andere mee: Jac Bico, Frank Boeijen, Huub van der Lubbe, Pim Kops en Antonie Broek van de De Dijk, Thé Lau, Henk Hofstede van de Nits, Jack Poels van Rowwen Hèze, Daniël Lohues van Skik, Spinvis, Lilian Vieira van Zuco103 en Mathilde Santing.
Marjolein van der Klauw maakt deel uit van het Avalanche Quartet, een samenwerkingsverband van haar met Henk Hofstede, Arwen Linnemann en Pim Kops. 